# بمب‌گذاری‌های ۲۰۰۸ اگرتلا
بمب‌گذاری‌های ۲۰۰۸ اگرتلا (انگلیسی: 2008 Agartala bombings) در ۱ اکتبر ۲۰۰۸ رخ داد و در این بمب‌گذاری‌ها حداقل یک نفر کشته و ۱۰۰ نفر زخمی شدند.
یک سری از ۵ انفجار در اگرتلا پایتخت ایالت هندی تریپورا در عرض ۴۵ دقیقه بوقوع پیوست و دو بمب انفجاری نیز خنثی گردید.
این سری بمب‌گذاری‌ها از چهار انفجار در هند در عرض یک هفته است.